# Kaktuszformák
A kaktuszformák (Cactoideae) a kaktuszfélék (Cactaceae) családjának egy alcsaládja. Ide tartozik a kaktuszok kilencven százaléka.
Legtöbb fajuk forró, száraz éghajlathoz alkalmazkodott – száruk vízraktározásra és fotoszintézishez módosult, míg leveleik tüskékké alakultak –, de vannak csapadékos környezetben élő epifita képviselőik is.
Számos, dísznövényként tartott, nemesített változata van. Néhány fajukat ehető gyümölcséért termesztik.

## Rendszerezés
Az alcsaládba az alábbi nemzetségcsoportok tartoznak:
- Cacteae
- Calymmantheae
- Cereeae
- Hylocereeae
- Notocacteae
- Echinocereeae
- Rhipsalideae
- Trichocereeae